# سرجون أبراهام
سرجون أبراهام (بالسويدية: Sargon Abraham) هو لاعب كرة قدم سويدي من أصل سوري في مركز الهجوم ولد في يوم 7 فبراير 1991، يلعب حالياً مع نادي غوتبورغ وسبق له اللعب مع نادي ديجرفورس ونادي خوفدة الرياضي العام، لعب سرجون مع منتخب السويد لكرة القدم الصالات، يبلغ طوله 181 سم.

## روابط خارجية
- سرجون أبراهام على موقع اتحاد السويد (السويدية)
- سرجون أبراهام على موقع قاعدة بيانات كرة القدم.إي يو (الإنجليزية)